# Giro del Trentino Internazionale Femminile
Il Giro Ciclistico del Trentino Alto Adige - Memorial Audenzio Tiengo era una corsa femminile di ciclismo su strada, organizzata annualmente in Trentino (Italia) dal 1994 al 2017, e inclusa nel calendario internazionale femminile UCI.
La prima edizione si tenne l'11 giugno 1994 come corsa in linea, con il successo di Imelda Chiappa, mentre le edizioni seguenti, fino al 2016, si svolsero come gare a tappe; l'ultima edizione, nel 2017, si svolse nuovamente come corsa di un giorno, su un tracciato da Nago-Torbole a Faedo.

## Albo d'oro
Aggiornato all'edizione 2017.
| Anno | Vincitrice           | Seconda                | Terza                  |
| ---- | -------------------- | ---------------------- | ---------------------- |
| 1994 | Imelda Chiappa       | Roberta Bonanomi       | Fabiana Luperini       |
| 1995 | Fabiana Luperini     | Roberta Bonanomi       | Sigrid Corneo          |
| 1996 | Fabiana Luperini     | Alessandra Cappellotto | Vera Hohlfeld          |
| 1997 | Pia Sundstedt        | Fabiana Luperini       | Barbara Heeb           |
| 1998 | Monica Bandini       | Fabiana Luperini       | Joane Somarriba        |
| 1999 | Fabiana Luperini     | Svetlana Bubnenkova    | Pia Sundstedt          |
| 2000 | Pia Sundstedt        | Fabiana Luperini       | Svetlana Bubnenkova    |
| 2001 | Zinaida Stahurskaja  | Fabiana Luperini       | Rosalisa Lapomarda     |
| 2002 | Fabiana Luperini     | Nicole Brändli         | Zinaida Stahurskaja    |
| 2003 | Luisa Tamanini       | Susanne Ljungskog      | Jolanta Polikevičiūtė  |
| 2004 | Tina Liebig          | Zinaida Stahurskaja    | Modesta Vžesniauskaitė |
| 2005 | Svetlana Bubnenkova  | Nicole Brändli         | Judith Arndt           |
| 2006 | Svetlana Bubnenkova  | Nicole Brändli         | Edita Pučinskaitė      |
| 2007 | Edita Pučinskaitė    | Fabiana Luperini       | Svetlana Bubnenkova    |
| 2008 | Fabiana Luperini     | Mara Abbott            | Claudia Häusler        |
| 2009 | Nicole Cooke         | Carla Ryan             | Svetlana Bubnenkova    |
| 2010 | Emma Pooley          | Judith Arndt           | Claudia Häusler        |
| 2011 | Judith Arndt         | Emma Johansson         | Tatiana Guderzo        |
| 2012 | Linda Villumsen      | Ol'ga Zabelinskaja     | Emma Pooley            |
| 2013 | Evelyn Stevens       | Tatiana Guderzo        | Tat'jana Antošina      |
| 2014 | Valentina Scandolara | Giorgia Bronzini       | Rossella Ratto         |
| 2015 | Amanda Spratt        | Anna Stricker          | Lara Vieceli           |
| 2016 | Katarzyna Niewiadoma | Claudia Lichtenberg    | Soraya Paladin         |
| 2017 | Nikola Nosková       | Hanna Nilsson          | Sina Frei              |